# Santa Cruz de Tenerife (provins)
Provincia de Santa Cruz de Tenerife är en spansk provins i den autonoma regionen Kanarieöarna utanför Afrikas nordvästra kust. Provinsen innefattar den västra halvan av Kanarieöarna och består av följande öar:
- Teneriffa
- La Gomera
- El Hierro
- La Palma

Huvudstad i provinsen är Santa Cruz de Tenerife som även är huvudstad på Teneriffa. Omkring 24 procent av de 1 005 936 invånarna (2008) i provinsen bor i huvudstaden. Det finns 53 kommuner i provinsen.
Inom provinsen ligger tre av Spaniens nationalparker vilket är fler än i någon annan spansk provins:
- Parque Nacional de la Caldera de Taburiente på La Palma
- Parque Nacional Garajonay på La Gomera
- Parque Nacional del Teide på Tenerife som innefattar Spaniens högsta berg Teide.

Den östra halvan av arkipelagen tillhör provinsen Las Palmas.